# 경소수성 액체
경소수성 액체(영어: LNAPL, Light non-aqueous phase liquid)는 물보다 밀도가 낮고 물에 잘 녹지 않는 액체이다.
휘발유가 대표적인 예이다.

## 같이 보기
- 중소수성 액체
- 소수성 액체
- 소수성